# Фашинал
Фашинал (порт. Faxinal) — муниципалитет в Бразилии, входит в штат Парана. Составная часть мезорегиона Северо-центральная часть штата Парана. Входит в экономико-статистический микрорегион Фашинал. Население составляет 15 549 человек на 2006 год. Занимает площадь 715,943 км². Плотность населения — 20,7 чел./км².
Праздник города — 14 декабря. 

## История
Город основан в 1951 году.

## Статистика
- Валовой внутренний продукт на 2003 год составляет 101 724 514,00 реалов (данные: Бразильский институт географии и статистики).
- Валовой внутренний продукт на душу населения на 2003 год составляет 6707,85 реалов (данные: Бразильский институт географии и статистики).
- Индекс развития человеческого потенциала на 2000 год составляет 0,732 (данные: Программа развития ООН).

## География
Климат местности: субтропический. В соответствии с классификацией Кёппена, климат относится к категории Cfa.